# Allsvenskan de 1974
A Primeira Divisão do Campeonato Sueco de Futebol da temporada 1974, denominada oficialmente de Allsvenskan 1974, foi a 50º edição da principal divisão do futebol sueco. O campeão foi o Malmö FF que conquistou seu 10º título na história da competição.

## Classificação final
| Pos. | Equipe            | J  | V  | E | D  | GP | GC | Pts | SG  |
| ---- | ----------------- | -- | -- | - | -- | -- | -- | --- | --- |
| 1    | Malmö FF          | 26 | 19 | 5 | 2  | 48 | 15 | 43  | +33 |
| 2    | AIK Fotboll       | 26 | 15 | 4 | 7  | 40 | 28 | 34  | +12 |
| 3    | Östers IF         | 26 | 13 | 7 | 6  | 55 | 26 | 33  | +29 |
| 4    | GAIS              | 26 | 12 | 5 | 9  | 44 | 40 | 29  | +4  |
| 5    | Åtvidabergs FF    | 26 | 11 | 5 | 10 | 48 | 40 | 27  | +8  |
| 6    | IF Elfsborg       | 26 | 10 | 6 | 10 | 55 | 43 | 26  | +12 |
| 7    | Landskrona BoIS   | 26 | 11 | 4 | 11 | 43 | 36 | 26  | +7  |
| 8    | Djurgårdens IF    | 26 | 9  | 8 | 9  | 44 | 38 | 26  | +6  |
| 9    | Hammarby IF       | 26 | 10 | 5 | 11 | 37 | 44 | 25  | -7  |
| 10   | Örebro SK         | 26 | 8  | 7 | 11 | 42 | 50 | 23  | -8  |
| 11   | Halmstads BK      | 26 | 7  | 9 | 10 | 28 | 38 | 23  | -10 |
| 12   | IFK Norrköping    | 26 | 7  | 7 | 12 | 39 | 60 | 21  | -21 |
| 13   | IK Sirius Fotboll | 26 | 4  | 8 | 14 | 28 | 57 | 16  | -29 |
| 14   | Brynäs IF Fotboll | 26 | 2  | 8 | 16 | 27 | 63 | 12  | -36 |

## Premiação
| Allsvenskan 1974              |
| Sweden                        |
| ----------------------------- |
| MALMÖ FF Campeão (10º título) |

## Arilharia
|    | Jogador         | Clube           | Gols |
| -- | --------------- | --------------- | ---- |
| 1. | Jan Mattsson    | Östers IF       | 22   |
| 2. | Sonny Johansson | Landskrona BoIS | 16   |
| 2. | Tomas Nordahl   | Örebro SK       | 16   |